# Luis Beltrán Guerrero
Luis Beltrán Guerrero  (Carora, Estado Lara, Venezuela 11 de octubre de 1914 - Caracas, 16 de mayo de 1997) fue un poeta, ensayista y abogado venezolano.

## Vida

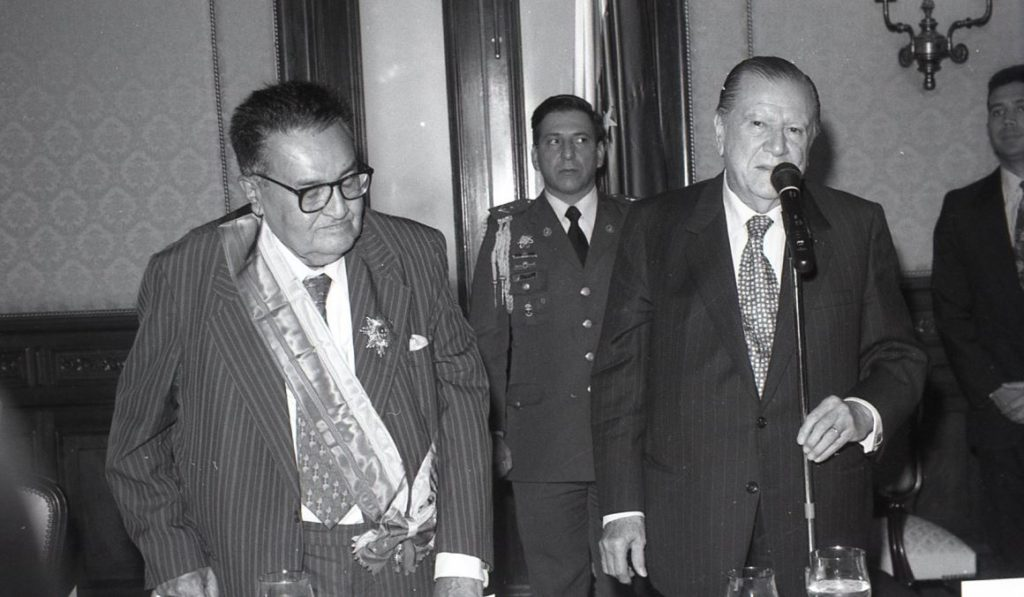
Luis Beltrán Guerrero y Rafael Caldera en el Palacio de Miraflores el 20 de octubre de 1994.

Siendo un joven adolescente ya es aficionado a la poesía de Rubén Darío, y comienza a escribir editoriales para El Diario de Carora. En 1931 publica sus primeros poemas, manifestando su amor por la tierra y sus  seres queridos. 
En 1934 se muda a Caracas donde se recibe de Bachiller en Filosofía en la Universidad Central de Venezuela; y donde en 1937 obtiene o el título de Doctor en Ciencias Políticas. En 1945 viaja a Argentina donde en 1950 recibe el título de Profesor en Letras en la Universidad de Buenos Aires. 
Como periodista colabora con los periódicos El Nuevo Diario, El Pórtico de Carora, El Universal, El Mundo y La Nación. En sus obras da cuenta de una amplia temática desde temas históricos, pasando por la estética hasta la política, 

## Obra
- Secretos en fuga (1942)
- El visitante (1958)
- Posada del Ángel (1954)
- Tierra de Promisión (1959)
- Poesía electa (1962)
- Candideces (1964)
- Poemas de la Tierra (1970)
- Campo de nube (1975)
- Humanismo y romanticismo modernistas (1978)
- Primera navegación Suma Poética (1985)